# Poecilopharis fromontae
Poecilopharis fromontae är en skalbaggsart som beskrevs av Rigout 1997. Poecilopharis fromontae ingår i släktet Poecilopharis och familjen Cetoniidae. Inga underarter finns listade i Catalogue of Life.